# Wang Manli
Wang Manli (en chino: 王曼麗; Mudanjiang, 17 de marzo de 1973) es una deportista china que compitió en patinaje de velocidad sobre hielo.
Participó en tres Juegos Olímpicos de Invierno, entre los años 1998 y 2006, obteniendo una medalla de plata en Turín 2006, en la prueba de 500 m.
Ganó tres medallas en el Campeonato Mundial de Patinaje de Velocidad sobre Hielo en Distancia Individual entre los años 2003 y 2005, y una medalla de plata en el Campeonato Mundial de Patinaje de Velocidad sobre Hielo en Distancia Corta de 2006.

## Palmarés internacional
| Juegos Olímpicos                           | Juegos Olímpicos          | Juegos Olímpicos | Juegos Olímpicos      |
| Año                                        | Lugar                     | Medalla          | Prueba                |
| ------------------------------------------ | ------------------------- | ---------------- | --------------------- |
| 2006                                       | Turín (Italia)            | Medalla de plata | 500 m                 |
| Campeonato Mundial en Distancia Individual |                           |                  |                       |
| Año                                        | Lugar                     | Medalla          | Prueba                |
| 2003                                       | Berlín (Alemania)         | Medalla de plata | 500 m                 |
| 2004                                       | Seúl (Corea del Sur)      | Medalla de oro   | 500 m                 |
| 2005                                       | Inzell (Alemania)         | Medalla de oro   | 500 m                 |
| Campeonato Mundial en Distancia Corta      |                           |                  |                       |
| Año                                        | Lugar                     | Medalla          | Prueba                |
| 2006                                       | Heerenveen (Países Bajos) | Medalla de plata | Clasificación general |